# NGC 1556
NGC 1556 é uma galáxia espiral (Sab) localizada na direcção da constelação de Dorado. Possui uma declinação de -50° 09' 51" e uma ascensão recta de 4 horas, 17 minutos e 44,7 segundos.
A galáxia NGC 1556 foi descoberta em 28 de Dezembro de 1834 por John Herschel.